# Archäologische Großsiedlung im Upanotal
Forscher entdeckten ab 2015 eine bedeutende archäologische Stätte im Tal des Río Upano im Amazonasgebiet in Ecuador, die auf eine grossangelegte Siedlung schließen lässt.

## Hintergrund
Der Siedlungskomplex entstand am Osthang der Anden vermutlich im 8. Jahrhundert vor Christus und bestand bis etwa zum 7. Jahrhundert nach Christus. Besiedelt wurde die Stätte von den Upano. Die Bevölkerungszahl betrug mindestens 10.000 Einwohner, wobei auch 15.000 oder 30.000 Einwohner vorstellbar wären. Die Straßen der Siedlung waren 10 Meter breit und erstreckten sich über zehn bis zwanzig Kilometer. Da die Straßen als Geraden gebaut wurden und nicht dem Gelände angepasst, vermutet man einen zeremoniellen Hintergrund. Wohn- und Zeremonialgebäude verteilten sich auf 6000 Hügeln und waren von Feldern umgeben. Die Gebäude bestanden häufig aus Lehm, weil Natursteine nicht zur Verfügung standen.
Im Upanotal wurden nicht weniger als fünf vernetzte städtische Siedlungen entdeckt, die von etwa zwanzig größeren Dörfern umgeben waren. Die Upano-Zivilisation, die über ca. 1500 Jahre lang florierte, bevor sie plötzlich unterging, beherrschte nicht die Schrift, war aber eine stratifizierte, arbeitsteilige Gesellschaft mit urbanen und ländlichen Bevölkerungen, die im aktiven Handel mit der Außenwelt standen. Im 7. Jahrhundert verschwanden jegliche Anzeichen von Besiedlung im Tal, ohne dass bisher ein Grund für den Untergang der Upano-Zivilisation ersichtlich ist. Es wurden keine Anzeichen einer Katastrophe, etwa eines Vulkanausbruchs oder kriegerischer Auseinandersetzungen gefunden.

## Entdeckung und Erforschung
Schon der spanische Konquistador Francisco de Orellana berichtete von urbanen Zentren bei der Gonzalo-Pizarro-Expedition im Jahr 1541/42, dies wurde aber später ins Reich der Legende gelegt.
Erste archäologische Funde in den 1970er Jahren brachten diese Siedlungen ins Blickfeld moderner Forschungen. Jedoch erst mit LIDAR-Aufnahmen aus dem Jahr 2015 konnte man die Siedlungen in ihrer wahren Größe und den Zusammenhängen erkennen. Gefunden wurden Anhäufungen von Plattformen, Plätzen und Straßen, die mit landwirtschaftlichen Flächen und Be- und Entwässerungsanlagen gekoppelt und durch ein Straßennetz über mehrere Dutzend Kilometer mehrere regionale urbane Zentren miteinander verbanden. Im Upanotal werden die archäologischen Lokalitäten Kilamope und Sangay ausführlich untersucht. Die Autoren vergleichen die Entdeckungen mit ähnlichen Zentren der Maya von Teotihuacán.
Veröffentlicht wurden die Funde 2024 in einem Beitrag des wissenschaftlichen Teams um Stéphen Rostain und Kollegen vom CNRS in Science.